# Чи горить Париж?
«Чи горить Париж?» (фр. Paris brûle-t-il?, англ. Is Paris Burning?) — франко-американський військовий фільм 1966 року про Другу світову війну режисера Рене Клемана, що зібрав для його зйомок акторський склад з найбільш популярних акторів світового кінематографу того часу. Сценарій фільму заснований на однойменній книзі Домініка Лап'єрра і Ларрі Коллінза про звільнення столиці Франції у серпні 1944 року від німецької окупації.
Фільм став номінантом премії «Оскар» 1967 року за найкращу роботу художника-постановника і найкращу операторську роботу. Композитор Моріс Жарр у тому ж році номінувався на премію «Золотий глобус» за найкращу музику до фільму.

## Сюжет
На початку серпня 1944 року у своїй ставці «Вовче лігво» Адольф Гітлер доручає генералові Дітріху фон Холтіцу командування Великим Парижем і вимагає від нього обороняти місто до останнього солдата або підірвати його.
У Парижі лідери руху Опору чекають введення в Париж союзницьких військ, але союзники прийняли рішення обійти місто зліва й рухатися безпосередньо до германського кордону. У паризькому русі Опору немає єдності відносно необхідності самостійних дій із визволення Парижа від нацистських окупантів, взявшись за зброю і піднявши народне повстання. Комуністи під керівництвом Анрі Роль-Тангі і голлісти на чолі з Жаком Шабаном-Дельмасом уважно спостерігають за діями один одного, щоб очолити визволення Парижа і тим самим отримати політичні дивіденди після війни.
Прибувши до Парижа, Холтіц працює над планом оборони міста і для цього просить підкріплення з Данії і важку військову техніку. Він віддає наказ капітанові Ебернаху підготувати до вибуху великі споруди і пам'ятки культури Парижа до вступу письмового наказу про їх знищення. За посередництва консула Швеції Рауля Нордлінга Холтіц погоджується передати політв'язнів Червоному Хресту, але проте велику їх частину війська СС устигають відправити до концентраційного табору Бухенвальд. Паралельно група патріотично налагоджених молодих парижан за власною ініціативою намагається дістати зброю, щоб брати участь в звільненні міста, але опиняється в пастці, підготовленій агентом гестапо «капітаном Сержем», і була розстріляна в Булонському лісі.
Щоб випередити комуністів, які розклеюють по місту плакати із закликом до повстання, голлісти захоплюють управління паризької поліції і у свою чергу заявляють про початок операції по звільненню міста. Відбуваються перші зіткнення з німецькими солдатами, які ні про що не підозрювали. Попри нанесені відчутні втрати німцям не вдається здолати опір повсталих. Обидві сторони конфлікту намагаються виграти час, і Нордлінг як посередник домовляється про перемир'я. На зустрічі національного комітету Опору комуністам, що мають більшість голосів, вдається проштовхнути рішення про необхідність припинення перемир'я.
У цих умовах Роль-Тангі приймає рішення безпосередньо зв'язатися з союзницьким командуванням. Тільки воно в змозі запобігти поразці погано озброєних учасників руху Опору і звільнити Париж. Обхідними шляхами з небезпекою для життя соратникові Роля майорові Галуа вдається перейти лінію фронту і дістатися до штабу генерала Паттона. Галуа переконує союзницьке командування на направляти 2-гу танкову дивізію генерала Леклерка в наступ на Париж.
Французькі і американські війська устигають дістатися до Парижа вчасно, щоб врятувати учасників Опору, що опинилися в скрутному становищі, і звільнити місто. Холтіц усвідомлює безвихідність свого становища і всупереч наказу Гітлера здає місто союзникам.
Чи «горить Париж»? — продовжують просити інформацію про ситуацію в Парижі в ставці германського командування. Це питання звучить з кинутої телефонної слухавки в кабінеті командувача Великим Парижем Дітріха фон Холтіца, що здався союзникам, на тлі загального тріумфу після звільнення французької столиці.

## В ролях
| Актор                 | Роль                                  |
| --------------------- | ------------------------------------- |
| Жан-Поль Бельмондо    | П'єрлот (Ів Моранда)                  |
| Шарль Буає            | доктор Моно                           |
| Леслі Карон           | Франсуа Лабе                          |
| Жан-П'єр Кассель      | лейтенант Анрі Каршер                 |
| Бруно Кремер          | полковник Анрі Роль-Тангі             |
| Клод Дофен            | полковник Лебель                      |
| Ален Делон            | Жак Шабан-Дельмас                     |
| Кірк Дуглас           | генерал Джордж С. Паттон              |
| П'єр Дюкс             | Сера (Александр Пароді)               |
| Гленн Форд            | генерал Омар Н. Бредлі                |
| Біллі Фрік            | Адольф Гітлер                         |
| Герт Фрьобе           | генерал Дітріх фон Холтіц             |
| Ернст Фріц Фюрбрінгер | генерал Ганс фон Бойнебург-Ленгсфельд |
| Конрад Георг          | генерал-фельдмаршал Вальтер Модель    |
| Йоахім Ганзен         | комендант в'язниці Френ               |
| Гюнтер Майснер        | комендант СС в Пантені                |
| Ханнес Мессемер       | генерал-полковник Альфред Йодль       |
| Жорж Жере             | пекар                                 |
| Гаррі Маєн            | лейтенант фон Арнім                   |

| Актор              | Роль                                          |
| ------------------ | --------------------------------------------- |
| Ів Монтан          | сержант Марсель Бізьєн                        |
| Мішель Пікколі     | Едвард Пізані                                 |
| Саша Пітоєфф       | Фредерік Жоліо-Кюрі                           |
| Мішель Лонсдаль    | Жак Дебу-Брідель                              |
| Ентоні Перкінс     | сержант Воррен                                |
| Вольфганг Прайс    | капітан фон Ебернах                           |
| Клод Ріш           | генерал Леклерк                               |
| Серж Руссо         | Фаб'єн                                        |
| Симона Синьйоре    | власниця бістро                               |
| Роберт Стек        | генерал Зіберт                                |
| Жан-Луї Трентіньян | капітан Серж                                  |
| П'єр Ванек         | майор Галуа                                   |
| Марі Версіні       | Клер Моранда                                  |
| Орсон Веллс        | консул Швеції Рауль Нордлінг                  |
| Петер Якоб         | генерал Бургдорф                              |
| Фелікс Мартен      | Жорж Ландро                                   |
| Патрік Девар       | молодий учасник руху Спротиву                 |
| Сузі Делер         | парижанка                                     |
| Е. Г. Маршалл      | офіцер розвідки Пауелл (в титрах не вказаний) |

## Знімальна група
- Режисер — Рене Клеман
- Сценаристи — Гор Відал, Френсіс Форд Коппола, Марсель Муссі, Жан Оранш, П'єр Бост, Клод Брюль
- Оператор — Марсель Гріньон
- Композитор — Моріс Жарр
- Художник — П'єр Гюффруа
- Продюсер — Поль Грац